# Vlachovice (Zlíni járás)
Vlachovice település Csehországban, a Zlíni járásban. Vlachovice Brumov-Bylnice, Štítná nad Vláří-Popov, Haluzice, Újezd, Křekov, Lipová, Vlachova Lhota, Bohuslavice nad Vláří és Slavičín településekkel határos. Lakosainak száma 1477 fő (2024. január 1.).

## Népesség
A település lakosságának változását az alábbi diagram mutatja:
| Lakosok száma | 1170 | 1352 | 1322 | 1260 | 1547 | 1544 | 1465 | 1468 | 1472 | 1477 |
|               | 1869 | 1890 | 1921 | 1950 | 1980 | 2001 | 2017 | 2019 | 2022 | 2024 |